# آخرالزمان از دیدگاه شیعیان
شیعیان دربارهٔ آخرالزمان اعتقادات خاص خود را دارند. ایشان مجموعه‌ای از اتفاقات را که در احادیث پیش‌گویی شده‌است، در این مورد بیان می‌کنند.

## آخرالزمان
آخرالزمان بر پایهٔ برخی از باورها زمانی است که دنیا به پایان خود می‌رسد. به باور شیعیان، قبل از پایان دنیا با ظهور حجت بن الحسن مقدمات آخرالزمان فراهم می‌گردد.
بنا بر روایتی از پیامبر اسلام، یکی از نشانه‌های ظهور رسیدن به زمانی است که پادشاهان برای خوشگذرانی و تفریح به سفر حج می‌روند. ثروتمندان نیز برای تجارت و بازرگانی به مکه می‌روند.

### مسلمانان
پیامبر اسلام دربارهٔ امت خود در آخرالزمان گفته که در آن زمان ۵ چیز را فراموش می‌کنند:
- دنیا را دوست می‌دارند و آخرت را فراموش می‌کنند.
- ثروت را دوست می‌دارند و حساب قیامت را فراموش می‌کنند.
- زنان را دوست می‌دارند و حورالعین را فراموش می‌کنند.
- قصرهای دنیا را دوست می‌دارند و خانهٔ قبر را فراموش می‌کنند.
- خود را دوست می‌دارند و خدا را فراموش می‌کنند.

## علائم ظهور مهدی
شیعیان در باب ظهور مهدی معتقد به علائمی هستند و آن‌ها را شرایط ظهور می‌دانند. این نشانه‌ها را به دو دستهٔ نشانه‌های حتمی و نشانه‌های غیرحتمی تقسیم می‌کنند. ظهور بیماری‌ها و دگرگونی آب و هوا، یأس مردم از غیر معصوم، آشکاری فساد و تباهی از جمله علائم ظهورند.

## مرگ ابلیس
همچنین در برخی روایات امامان شیعه آمده‌است که ابلیس در زمانی پس از ظهور مهدی به قتل خواهد رسید.